# Кевин Крегел
Кевин Ричард Крегел (на английски: Kevin Richard Kregel) е американски астронавт, участник в четири космически полета.

## Образование
Кевин Крегел завършва колеж в родния си град през 1974 г. През 1978 г. се дипломира като бакалавър по аерокосмическо инженерство в Академията на USAF, Колорадо Спрингс, Колорадо. През 1988 г. става магистър по публична администрация в университета Трой, Алабама.

## Военна кариера
Кевин Крегел постъпва на редовна военна служба след дипломирането си, през 1978 г. През август 1979 г. завършва курс за поготовка на пилоти. От 1980 до 1983 г. лети на самолет F-111. Служи в авиобазата Лейкънхет, Великобритания. През 1984 г. е командирован в USN на самолетоносача USS Kitty Hawk (CV-63). Лети на щурмовак А-6 Интрюдър. Осъществява 66 кацания на палубата на кораба. На следващата година завършва школа за тест пилоти и започва работа по усъвършенстване на системите на тежкия изтребител F-15Е. В кариерата си има повече от 5000 полетни часа на 30 различни типа самолети.

## Служба в НАСА
Кевин Р. Крегел започва работа в НАСА през април 1990 г. Той е инструктор на самолет Т - 38 и участва в летателната подготовка на бъдещи екипажи по програмата Спейс шатъл. Избран е за астронавт от НАСА на 31 март 1992 г., Астронавтска група №14. Той е взел участие в четири космически полета.

### Полети
| Космически полети на Кевин Ричард Крегел                       | Космически полети на Кевин Ричард Крегел | Космически полети на Кевин Ричард Крегел | Космически полети на Кевин Ричард Крегел | Космически полети на Кевин Ричард Крегел | Космически полети на Кевин Ричард Крегел | Космически полети на Кевин Ричард Крегел |
| №                                                              | Дата                                     | КК                                       | Емблема на мисията                       | Функции                                  | Продължителност                          |                                          |
| -------------------------------------------------------------- | ---------------------------------------- | ---------------------------------------- | ---------------------------------------- | ---------------------------------------- | ---------------------------------------- | ---------------------------------------- |
| 1                                                              | 13 юли 1995                              | „Дискавъри“, мисия STS-70                |                                          | Пилот                                    | 8 денонощия 22 часа 20 мин. 05 сек.      |                                          |
| 2                                                              | 20 юни 1996                              | „Колумбия“, мисия STS-78                 |                                          | Пилот                                    | 16 денонощия 21 часа 48 мин. 30 сек.     |                                          |
| 3                                                              | 19 ноември 1997                          | „Колумбия“, мисия STS-87                 |                                          | Командир                                 | 15 денонощия 16 часа 35 мин. 01 сек.     |                                          |
| 4                                                              | 11 февруари 2000                         | „Индевър“, мисия STS-99                  |                                          | Командир                                 | 11 денонощия 05 часа 39 мин. 41 сек.     |                                          |
| Сумарно време в космоса – 52 денонощия 18 часа 21 мин. 17 сек. |                                          |                                          |                                          |                                          |                                          |                                          |

### Административна служба
От 2000 до 2003 г. К. Крегел работи в инженерния директорат на НАСА.

## След НАСА
След като напуска НАСА през 2003 г. Крегел става капитан в авиокомпанията Саутуест еърлайнс (на английски: Southwest Airlines).

## Награди
- Медал за похвална служба;
- Медал за похвала на USAF;
- Медал за похвална служба на USN;
- Медал за похвална служба на USAF;
- Медал на НАСА за изключителни заслуги;
- Медал на НАСА за участие в космически полет (4).